# 1992年3月逝世人物列表
1992年逝世人物列表：1月 - 2月 - 3月 - 4月 - 5月 - 6月 - 7月 - 8月 - 9月 - 10月 - 11月 - 12月
1992年3月逝世人物列表，是用於匯總1992年3月期間逝世人物的列表。

## 依日期排序

### 1日
- 瑪麗·德亞，79歲，法國女演員[1]
- 皮埃爾·莫德魯，99歲，法國編劇[2]
- 霍華德·佩恩，60歲，英國奧運田徑運動員[3]
- 卡洛·斯塔伊納，90歲，奧地利-南斯拉夫共產主義活動家和古拉格倖存者[4]

### 2日
- 斯科特·阿普爾頓，50歲，美式橄欖球運動員[5]
- 馬丁·卡馬吉，66歲，阿爾巴尼亞民俗學家、語言學家和作家。
- 羅伯特·克拉特沃西，80歲，美國藝術總監
- 桑迪·丹尼斯，54歲，美國女演員[6]
- 蘇比瑪律·杜特，88歲，印度外交官。
- 羅恩·哈迪，33歲，美國DJ和浩室音樂先驅[7]
- 撒母耳·馬克思，90歲，美國電影製片人、編劇和書籍作者[8]
- 傑基·穆迪，61歲，蘇格蘭足球運動員[9]
- 阿道夫·薩爾蒂，63歲，義大利政治家。

### 3日
- 羅伯特·比蒂，82歲，加拿大裔英國演員[10]
- 洛朗·亨里克，86歲，法國足球運動員和教練。[11]
- 劳拉·隆巴蒂，50歲，義大利賽車手
- 但丁·馬吉奧，83歲，義大利電影演員[12]
- 哈雷·派克，76歲，加拿大藝術家和學者[13]
- 薩拉·拉寧，94歲，芬蘭女演員。
- 蘇庫瑪律·森，92歲，印度語言學家.[14]
- G.L.S.沙克爾，88歲，英國經濟學家[15]

### 4日
- 內斯托·阿爾門德羅斯，61歲，西班牙電影攝影師[16]
- 阿特·巴比特，84歲，美國動畫師
- 約瑟夫·巴廷格，85歲，美國政治家[17]
- 阿拉巴斯·伊斯坎达罗夫，33歲，亞塞拜然士兵和戰爭英雄
- 帕雷·洛倫茲，86歲，美國電影製片人，癌症。[18]
- 瑪麗·奧斯本，70歲，美國吉他手，白血病。[19]
- 拉里·羅森塔爾，81歲，美國棒球運動員。[20]
- 聖多爾·維瑞斯，85歲，匈牙利-瑞士作曲家。[21]
- 葉夫根尼·葉夫斯蒂涅耶夫，65歲，蘇聯和俄羅斯演員

### 5日
- 賈姆·薩迪克·阿里，93歲，巴基斯坦政治家。
- 桑托斯·巴爾莫里，92歲，西班牙裔墨西哥畫家。
- 彼得·哈德蘭·戴維斯，73歲，英國植物學家[22]
- 卡琳·哈特，81歲，德國女演員，腦溢血[23]
- 朱塞佩·奥尔莫，80歲，義大利公路自行車賽車手。
- 愛德華多·艾拉爾迪·里瓦羅拉，70歲，秘魯籃球運動員、教練和裁判。
- 安迪·撒母耳，82歲，美國童星
- 桑德，83歲，印度電影演員。
- 大衛·沃克，81歲，蘇格蘭裔加拿大小說家[24]

### 6日
- 埃爾維亞·奧爾曼，87歲，美國女演員。
- 阿洛茲·貝納克，77歲，波士尼亞和南斯拉夫考古學家和歷史學家。[25]
- 西尔维乌·宾代亚，79歲，羅馬尼亞足球運動員[26]
- 利奧·坎皮恩，86歲，法國演員和共濟會成員。[27]
- 瑪麗亞·海倫娜·維艾拉·達席爾瓦，83歲，葡萄牙畫家。[28]
- 蘭吉·德賽，63歲，印度馬拉地語作家。
- 休吉布，76歲，英國鼓手，比吉斯的父親
- 奧托·克林伯格，92歲，加拿大裔美國心理學家[29]
- 大衛·斯通·馬丁，78歲，美國藝術家[30]
- 埃里克·諾格倫，79歲，瑞典作曲家、編曲家和樂隊領隊[31]

### 7日
- 查理斯·克拉克斯頓，88歲，英國聖公會主教。
- 阿薩夫·梅塞勒，88歲，蘇聯芭蕾舞演員和芭蕾舞教師[32]
- 貢納爾·斯特朗，85歲，美國政治家。
- 漢斯·蔡塞爾，86歲，奧地利裔美國社會學家和法律學者[33]

### 8日
- 瑞德·卡倫德，76歲，美國音樂家[34]
- 帕迪·庫德，71歲，愛爾蘭足球運動員和經理[35]
- 謝爾曼·愛德華茲，82歲，美國棒球運動員[36]
- 彭蒂·帕皮納霍，65歲，芬蘭雕塑家。

### 9日
- 梅纳赫姆·贝京，78歲，以色列政治家[37]
- 詹姆斯·布魯克斯，85歲，美國藝術家。[38]
- 蒙蒂·巴德維，62歲，美國貝斯手。[39]
- 佛朗哥·馬戈拉，83歲，義大利作曲家。[40]
- 克裡斯·馬斯，69歲，馬來西亞作家[41]
- 費利佩·圖裡奇，93歲，墨西哥演員
- 亞瑟·范·德·維弗，44歲，比利時自行車賽車手[42]

### 10日
- 克拉西米拉·波格丹諾娃，42歲，保加利亞籃球運動員[43]
- 弗拉基米爾·伊夫科維奇，62歲，南斯拉夫奧運會水球運動員[44]
- 威廉·魯道夫·曼恩，97歲，二戰期間IG Farben和拜耳的德國工廠經理。
- 恩里科·莫洛，78歲，義大利自行車賽車手[45]
- 赫爾穆特·賴希曼，50-51歲，德國世界冠軍滑翔機飛行員[46]
- 路易士·烏索茲，59歲，西班牙曲棍球運動員。
- 喬治·讚佩塔斯，67歲，希臘音樂家

### 11日
- 拉斯洛·貝內德克，87歲，匈牙利裔美國電影導演[47]
- 理查·布魯克斯，79歲，美國電影導演和編劇[48]
- 大衛·卡羅爾，41歲，美國演員[49]
- 刘格平，87歲，中國共產黨革命家和政治家。
- 諾姆·霍爾，65歲，美國賽車手。
- 安東·英戈利奇，85歲，斯洛維尼亞小說家。
- 莉莉·梅·佩里，97歲，加拿大裔美國植物學家。
- 埃迪·薩多夫斯基，77歲，美國籃球運動員。
- 華金·薩特魯斯特吉，82歲，西班牙政治家。

### 12日
- 吉羅拉莫·博爾蒂尼翁，86歲，羅馬天主教會義大利主教。
- 馬克斯·卡托，84歲，英國劇作家和小說家。[50]
- 亞歷山大·克里斯托，87歲，保加利亞足球運動員。
- 哈羅德·霍布森，87歲，英國戲劇評論家。[51]
- 埃爾吉茲·卡里莫夫，21歲，亞塞拜然士兵
- 漢斯·G·克雷斯，70歲，荷蘭漫畫家[52]
- 海因茨·庫恩，80歲，德國政治家。
- 露西·M·路易斯，94歲，美國原住民陶藝家。[53]
- 薩爾瓦多·利馬，64歲，義大利政治家和黑手黨
- 菲利斯·斯坦利，77歲，英國女演員。
- 艾諾·塔爾維，83歲，愛沙尼亞女演員和歌手。

### 13日
- 弗里達·弗羅米勒，90歲，德國路德教會音樂家和作曲家。
- 阿道夫·奧德諾波索夫，75歲，阿根廷大提琴家[54]
- 伊爾馬·杜爾塞，77歲，巴西羅馬天主教修女和慈善家。
- 奧斯瓦爾多·雷格，62歲，阿根廷生物學家和古生物學家[55]
- 老唐納德·里格爾，74歲，美國政治家。

### 14日
- 比爾·阿盧姆，75歲，加拿大冰球運動員和教練。[56]
- 泰莫爾·埃爾欽，67歲，亞塞拜然詩人和公關人員。
- 拉爾夫·詹姆斯，67歲，美國配音員。
- 葛籣·利布哈特，81歲，美國棒球運動員。[57]
- 史蒂文·布萊恩·彭內爾，34歲，美國被定罪的連環殺手
- 讓·波瓦雷，65歲，法國演員和劇作家[58]
- 巴里·羅斯伯勒，59歲，加拿大足球運動員。
- 阿爾文·施瓦茨，64歲，美國作家和記者[59]
- 亞瑟·斯圖登羅斯，92歲，美國田徑運動員（1924年）。
- 埃爾弗里達·維龐特，89歲，英國兒童文學作家。[60]

### 15日
- 彼得羅·布卡洛西，86歲，義大利醫生和政治家。
- 海倫·多伊奇，85歲，美國編劇[61]
- 艾倫·迪克，76歲，紐西蘭政治家。
- 塞爾吉奧·蓋里，86歲，羅馬天主教會的義大利紅衣主教。
- 迪恩·蒙哥馬利，82歲，美國數學家，專攻拓撲學[62]
- 拉希·馬蘇姆·拉扎，64歲，印度詩人、作家和寶萊塢作詞家。
- 雅各斯·范德韋希特，85歲，荷蘭昆蟲學家和學者[63]

### 16日
- 讓·鄧尼斯，89歲，比利時政治家和作家。
- 羅恩·豪威爾，56歲，加拿大足球運動員。
- 羅傑·勒梅林，72歲，加拿大作家[64]
- 王任重，75歲，中國政治領袖。
- 伊夫·羅卡爾，88歲，法國核物理學家[65]
- 彼得·謝爾巴科夫，62歲，蘇聯電影和戲劇演員。
- 約瑟夫·沃爾特，66歲，奧地利足球運動員。

### 17日
- 傑克·阿諾德，75歲，美國電影導演[66]
- 阿特德魯斯，72歲，荷蘭奧運會曲棍球運動員[67]
- 曼努埃爾·費雷拉，74歲，葡萄牙作家[68]
- 戈里爾·哈夫雷沃爾德，77歲，挪威舞臺和電影女演員。
- 佛蘭克林·R·利維，43歲，美國電影製片人
- 莫妮卡·曼恩，81歲，德國作家。[69]
- 拉斯洛·奧爾讚，80歲，匈牙利奧運會自行車運動員[70]
- 格蕾絲·斯塔福德，88歲，美國女演員

### 18日
- 阿諾德·戴蒙德，76歲，英國演員，交通事故。
- 哈裡·哈比克，81歲，英格蘭足球運動員[71]
- 傑克·凱爾西，62歲，威爾士足球守門員[72]
- 馬里奧·蘭迪，71歲，義大利導演[73]
- 安東尼奧·莫利納，64歲，西班牙弗拉門戈舞者，歌手和演員[74]

### 19日
- 切薩雷·達諾娃，66歲，義大利演員[75]
- 李富蘭，91歲，韓國第一夫人，李承晚總統的妻子[76]
- 韋恩·杜蒙特，77歲，美國政治家。
- 邁克爾·費漢，87歲，美國政治家[77]
- 奧斯卡·古根，82歲，英國潛水夫。
- 瑪麗蓮·摩爾，60歲，美國爵士歌手。
- 埃德·普倫蒂斯，83歲，美國廣播演員。

### 20日
- 小喬治·惠蘭·安德森，85歲，美國海軍上將和外交官[78]
- 莉娜·博·巴尔迪，77歲，義大利-巴西建築師[79]
- 喬治·德勒魯，67歲，法國電影作曲家[80]
- 揚尼斯·卡克里迪斯，90歲，希臘古典學者。
- 阿曼多·泰斯塔，74歲，義大利平面設計師、漫畫家、動畫師和畫家。

### 21日
- 薩菲亞爾·貝赫布多夫，24歲，亞塞拜然軍官和戰爭英雄，在行動中喪生。
- 約翰·愛爾蘭，78歲，加拿大演員[81]
- 勒內·柯尼希，85歲，德國社會學家。[82]
- 約翰·C·希恩，76歲，美國有機化學家。[83]
- 娜塔莉·斯利思，61歲，美國作曲家，癌症。[84]

### 22日
- 喬·坎塔達，50歲，菲律賓體育節目主持人，肺癌。
- 格魯菲德·埃文斯，64歲，英國律師和政治家。
- 阿瑟·约翰·克朗奎斯特，73歲，美國生物學家和植物學家[85]
- 安德羅克利·科斯塔拉裡，69歲，阿爾巴尼亞語言學家和學者[86]
- 梅麗莎·斯特裡布林，65歲，蘇格蘭女演員

### 23日
- 簡·伯尼高，83歲，二戰前和二戰期間的德國黨衛軍上校
- 古迪爾·辛格·迪隆，76歲，印度國民大會黨政治家。
- 弗里德里希·哈耶克，92歲，奧地利經濟學家，諾貝爾獎獲得者（1974年）[87]
- 羅恩·拉普安特，42歲，加拿大冰球教練[88]

### 24日
- 雷沙德·比亞烏斯，77歲，波蘭軍事人物。
- 詹姆斯·K·德雷塞爾，48歲，美國愛滋病政治家。
- 阿爾伯特·默里，85歲，美國畫家。[89]
- 弗朗索瓦·瓦利耶，91歲，法國越野滑雪運動員和奧運選手[90]
- 奈格·尤西福夫，22歲，亞塞拜然士兵，在戰鬥中陣亡。

### 25日
- 戴维·阿彻，63歲，英國曲棍球運動員
- 霍華德·克裡斯蒂，79歲，美國電影製片人。
- 威廉·霍伊特，54歲，美國政治家[91]
- 賈漢吉爾·賈漢吉羅夫，70歲，蘇聯和亞塞拜然作曲家，指揮和合唱團指揮[92]
- 塔希亞·卡澤姆，72歲，埃及第一夫人，總統贾迈勒·阿卜杜-纳赛尔的妻子。
- 威廉·西爾斯，80歲，美國作家，電視和廣播名人[93]
- 弗洛倫斯·范·斯特拉滕，78歲，美國大氣科學家，癌症。
- 南希·沃克，69歲，美國女演員[94]
- 菲力浦·威爾遜，50歲，美國藍調和爵士鼓手，被謀殺。

### 26日
- 布魯諾·卡西納里，79歲，義大利畫家和雕塑家[95]
- 埃爾伍德·德賴弗，70歲，美國飛行員[96]
- 芭芭拉·弗拉姆，54歲，加拿大記者[97]
- 南·金德勒，81歲，美國運動員[98]
- 亞瑟·李斯，84歲，英國高爾夫球手。
- 佐野理平，79歲，日本足球運動員。[99]

### 27日
- 戈登·亚当，76歲，美國賽艇運動員和奧運冠軍。[100]
- 伊斯利·布萊克伍德，88歲，美國橋牌運動員。[101]
- 安妮塔·科爾比，77歲，美國女演員。[102]
- 格裡·杜根，81歲，愛爾蘭裔澳大利亞演員。
- 郎漢考克，82歲，澳大利亞鐵礦石大亨。[103]
- 湯姆·卡恩，53歲，美國工會領袖和民權活動家[104]
- 路厄恩·麥格拉斯，77歲，英國女演員[105]
- 普雷·姆納瓦斯，60歲，印度演員和製片人，火車事故。
- 哈拉尔·塞埃韦鲁德，94歲，挪威作曲家。[106]
- 詹姆斯·韦伯，85歲，美國聯邦官員，美國宇航局局長[107]

### 28日
- 厄尼·卡德爾，81歲，美國橄欖球運動員。[108]
- 珍妮·弗奇，76歲，德國編劇。
- 伊莉莎白·格蘭納曼，61歲，挪威歌手、詞曲作者、兒童作家和演員。
- 哈裡·拉姆·古普塔，90歲，印度歷史學家。
- 溫德爾·梅斯，72歲，美國編劇[109]
- 布萊基彼特，67歲，美國納斯卡賽車手
- 尼古拉斯·普拉頓，83歲，希臘考古學家。[110]
- 莫裡斯·泰納克，76歲，法國演員[111]
- 威拉德·蒂貝茨，89歲，美國奧運亞軍[112]

### 29日
- 魏達賢
- 克裡斯托弗·霍克斯，86歲，英國考古學家。
- 威廉·L·亨德里克斯，87歲，美國海軍陸戰隊軍官和電影製片人。
- 保羅·亨里德，84歲，奧地利裔美國演員[113]
- 法哈德·洪巴托夫，23歲，亞塞拜然士兵和戰爭英雄
- 阿奇·馬謝克，90歲，美國電影剪輯師。
- 約翰·史賓賽，68歲，英國同齡人、朝臣，威爾士王妃戴安娜的父親[114]
- 塞西爾·懷特，91歲，美國農民和政治家。
- 埃伯哈德·韋希特，62歲，奧地利男中音[115]
- 巴希爾·海珊·扎伊迪，93歲，印度政治家。

### 30日
- 斯皮里迪翁·阿爾班斯基，84歲，波蘭足球運動員。
- 馬諾利斯·安德羅尼科斯，72歲，希臘考古學家[116]
- 路易吉·德·勞倫蒂斯，75歲，義大利電影製片人。
- 阿梅代·富尼耶，80歲，法國男子單車運動員。[117]
- 伯特·葛籣德，72歲，德國作曲家。[118]
- 格哈德·古斯特曼，81歲，德國奧運賽艇運動員[119]
- 哈羅德·勒凡德，81歲，美國律師和政治家[120]
- 温妮·肖，45歲，蘇格蘭網球運動員

### 31日
- 帕姆·布坎南，55歲，澳大利亞政治家。
- 阿爾弗雷多·德·安吉利斯，79歲，阿根廷音樂家。
- N.R.皮萊，93歲，印度公務員。
- 道格·羅比，94歲，美式橄欖球運動員[121]
- 澤農·羅日茨基，78歲，波蘭籃球運動員[122]
- 肯·西爾維斯特裡，75歲，美國棒球運動員，教練和經理[123]